# Triphaenopsis diminuta
Triphaenopsis diminuta är en fjärilsart som beskrevs av Butler 1889. Triphaenopsis diminuta ingår i släktet Triphaenopsis och familjen nattflyn. Inga underarter finns listade i Catalogue of Life.